# Prenocephale
Prenocephale je bio malen pahicefalosaurid iz razdoblja kasne krede, koji je na mnoge načine bio sličan svom srodniku, rodu Homalocephale, koji bi jednostavno mogao biti mladunac prvog roda. Odrasli Prenocephale vjerojatno bi dostizao težinu od 130 kg i dužinu od 2,4 m. Za razliku od roda Homalocephale, Prenocephale je imao izraženu kupolu na glavi. Također je imao red malenih koštanih kvrga i šiljaka. Nastanjivao je današnju Mongoliju, ali ne tadašnje suhe pustinje, već šume na većim nadmorskim visinama.

## Opis
Kao i neki drugi pahicefalosauri, Prenocephale je poznat samo iz ostataka lubanje i još nekoliko manjih kostiju. Iz tog razloga, rekonstrukcije obično prikazuju rod Prenocephale s građom tijela tipičnom za ostale pahicefalosare: zdepasto tijelo s kratkim, debelim vratom, kratkim prednjim udovima i dugim nogama. 
Prenocephaleova glava mogla se porediti s glavom Stegocerasa, osim što se tiče zatvorenih supratemporalnih otvora. Kod roda Prenocephale također nedostaju grebeni iznadsupraorbitala/prefrontala. Te osobine, prisutne kod Stegocerasa, jer ih samo on ima. Predloženo je da bliski srodnici roda Prenocephale', Sphaerotholus i Homalocephale, su sinonimi za Prenocephale. Ako je to točno, Prenocephale bi nastanjivao i Sjevernu Ameriku i Mongoliju.

## Ishrana
Kao što je slučaj s većinom njegovih srodnika, znanstvenici još uvijek ne znaju čime su se ovi dinosauri hranili. Zubi u prednjem dijelu čeljusti nisu bili toliko međusobno razdvojeni kao kod njegovog srodnika Stegocerasa, što znači da su se oni različito hranili, a možda i da je Prenocephale bio selektivniji po pitanju izbora hrane. Neki znanstvenici predlažu da je on možda bio svežder. Međutim, većina ih se slaže da su se Prenocephale (i ostali pahicefalosauri) hranili lišćem i voćem.

## Klasifikacija
Prenocephale je pripadnik Pachycephalosauria, velikog kladusa dinosaura-biljoždera/sveždera koji su živjeli tijekom kasne krede. Isprva su vrste P. brevis, P. edmontonensis i P. goodwini identificirane kao Stegoceras, ali sada ih se smatra vrstama roda Prenocephale.
Robert Sullivan je također predložio da su P. brevis, P. edmontonensis i P. goodwini formirale kladus s azijskim taksonom P. prenes kao trenutno neriješenu sestrinsku grupu. Tylocephale se smatra sestrinskim taksonom kladusa Prenocephale. Vrsta Sphaerotholus buchholtzae mogla bi biti subjektivan mlađi sinonim za P. edmontonensis. Oni svi imaju upadljiv red kvrga na stražnjem dijelu lubanje.

## Vanjske poveznice
- Revizija dinosaura Stegocerasa[neaktivna poveznica]
- Pachycephalosauria  Arhivirana inačica izvorne stranice od 7. listopada 2014. (Wayback Machine)
- Dinosaurski ungulati  Arhivirana inačica izvorne stranice od 7. ožujka 2007. (Wayback Machine)